# U-234
L'U-234 è stato un sommergibile della Kriegsmarine, appartenente alla classe Tipo X, la cui ultima missione è stata quella di consegnare uranio e altri progetti e armi avanzate della Germania nazista, al Giappone.
Il sommergibile si arrese il 15 maggio 1945 alla statunitense USS Sutton, che lo condusse al porto di Portsmouth nel New Hampshire.

## Ordini di missione
In origine gli ordini che ricevette il capitano dell'U-234, il Kapitanleutnant Johann Heinrich Fehler (1910-1993), furono quelli di trasportare un carico importante che conteneva materiali che potevano capovolgere le sorti della guerra a favore dell'Asse. Il suo carico era quindi destinato direttamente all'imperatore Hirohito del Giappone.
L'U-234, di base a Kiel, secondo gli ordini dell'ammiraglio Karl Dönitz, avrebbe dovuto percorrere il seguente tragitto: inoltrarsi nell'Oceano Atlantico passando per il Mare del Nord, raggiungere quindi il capo di Buona Speranza per passare nell'Oceano Indiano, raggiungere la base di Penang in Malaysia, dove avrebbe sbarcato l'importante carico contenuto nella sua stiva.

## La partenza
Il 25 marzo 1945 l'U-234 partì per la sua importante missione, lasciando il porto di Kiel e con la rotta che puntava verso la base di Kristiansand, in Norvegia, dove si dovevano stivare altri fusti chimici. Tra il 15 e il 16 aprile il sommergibile ripartì nuovamente.
L'8 maggio 1945 la Germania firmò la resa, e il nuovo capo provvisorio del governo tedesco, l'ammiraglio Dönitz, impartì il seguente ordine: "Interrompere tutte le attività militari e consegnarsi agli Alleati".
Il comandante del sommergibile, si riunì con il suo equipaggio e decise di arrendersi e consegnarsi al nemico, fatto salvo per i due giapponesi, che, fedeli alla loro tradizione, si suicidarono con del Luminal il 10 maggio. Le loro salme furono lasciate in mare, assieme ad alcune scatole di materiale per i giapponesi.

## La resa
Il 15 maggio 1945 il sommergibile venne intercettato nelle acque vicino a Terranova, dalla nave statunitense USS Sutton, l'ultimo cacciatorpediniere di scorta della classe Cannon ad essere costruito, che scortò il sommergibile fino a Portsmouth, nel New Hampshire, dove già negli anni precedenti erano stati condotti altri U-Boot tedeschi che si erano arresi: l'U-805, l'U-873 e l'U-1223.
Il sommergibile invece, oramai martoriato, venne affondato il 19 novembre 1947 a circa 40 miglia al largo di Provincetown nel Massachusetts, dopo essere stato colpito da 2 siluri lanciati dal sottomarino USS Greenfish durante un'esercitazione.

## Il carico dell'U-234
Al momento della cattura il sommergibile conteneva 560 kg di ossido di uranio, in circa 50 cubi di piombo di 230 mm di lato; inoltre furono ritrovati:
- uno o due jet da caccia del tipo Messerschmitt Me 262 smantellati, con il relativo progetto e il piano di costruzione;
- un missile Henschel Hs 293;
- esemplari dei più avanzati siluri silenziosi a propulsione elettrica.

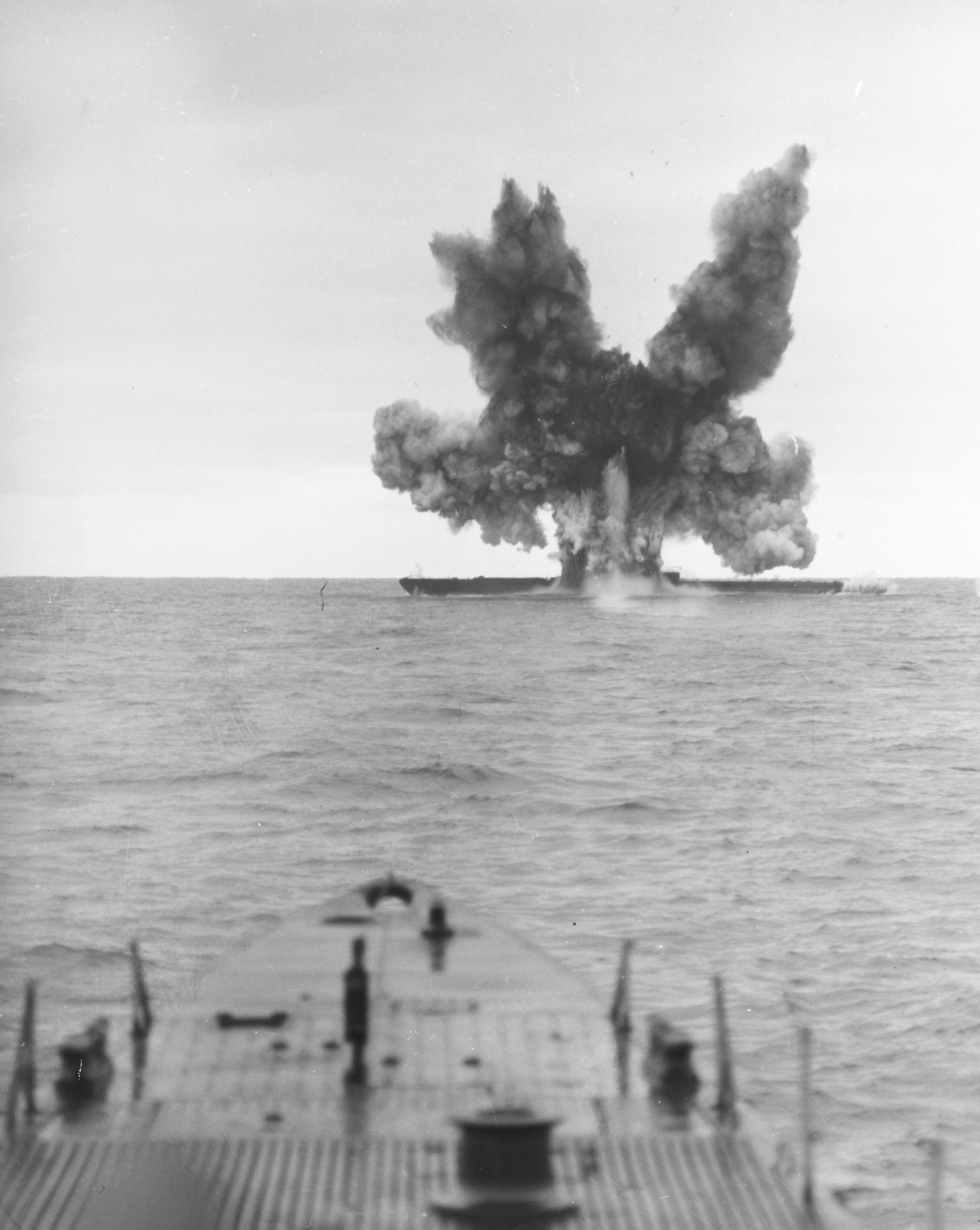
La fine dell'U 234.

## Passeggeri del U 234

### Tedeschi
- Johann Heinrich Fehler, pluridecorato comandante del sommergibile alla sua prima missione su un U-Boot;
- Oberleutnant della Luftwaffe Erich Menzel, esperto in radar;
- Oberstleutnant della Flak Fritz von Sandrart, progettista di sistemi di rilevazione aerea;
- Fregattenkapitan Gerhard Falcke, ingegnere navale della marina;
- Capitain Richard Bulla, esperto in armamenti aerei e navali;
- Oberstleutnant della Flak Heinrich Hellendorn;
- Wolfgang Hirschfeld, operatore radio;
- Ulrich Kessler, Generale della Luftwaffe, con l'incarico di istruire i piloti giapponesi sui nuovi aerei a reazione, prigioniero di guerra americano n 3WG1269, ufficiale più alto in grado a bordo;
- Kay Nieschling, agente dei servizi segreti della Kriegsmarine;
- Karl Ernst Pfaff, prigioniero di guerra americano n 1G557NA, unico ufficiale a bordo a sapere cosa contenevano le casse trasportate dal U-234;
- Peter Scholch
- Dr. Heinz Schlicke, tecnico specializzato in radar, impianti a raggi infrarossi e contromisure elettroniche;
- Dr. Franz Walter, medico
- Ing. August Bringewald, capo della produzione dei bireattori da caccia Me262;
- Ing. Franz Ruf, specialista industriale;

### Giapponesi
- ten. col. (GN) Hideo Tomonaga, esperto di sottomarini;
- ten. col. (GN) Genzo Shōji, esperto aeronautico della Marina;